# São Félix de Minas
São Félix de Minas is een gemeente in de Braziliaanse deelstaat Minas Gerais. De gemeente telt 3.484 inwoners (schatting 2009).

## Aangrenzende gemeenten
De gemeente grenst aan Divino das Laranjeiras, Governador Valadares, Mendes Pimentel, Nova Módica en São José do Divino.